# Classe combinatòria
La classe combinatòria, o simplement classe, és en combinatòria una classe d'equivalència de conjunts que tenen la mateixa successió de recompte. Encara que els elements d'aquests conjunts equivalents poden tenir definicions i semàntica molt diferents, la combinatòria s'ocupa només del nombre d'elements d'una mida concreta. Per això, el coneixement sobre un element de la classe es pot aplicar directament a altres conjunts en la classe.
Per exemple, el conjunt de triangulacions de polígons és "combinatòriament isomorf" al conjunt d'arbres plans amb arrel generals. Encara que aquests conjunts naturalment descriuen coses diferents, tenen la mateixa successió de recompte, els nombres de Catalan.